# Гончар Михайло Михайлович
Гончар Михайло Михайлович (нар. 17 лютого 1963) — український експерт з міжнародних енергетичних та безпекових відносин. Президент Центру глобалістики «Стратегія ХХІ», головний редактор часопису «Чорноморська безпека».
Є членом Правління Міжнародного фонду «Відродження».

## Життєпис

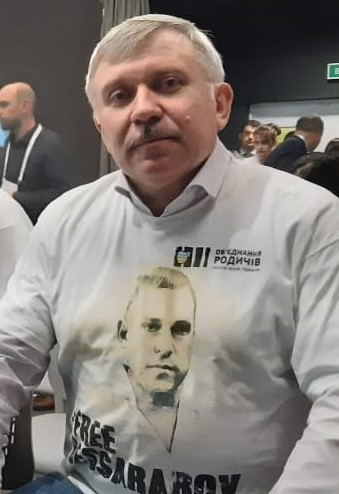
Михайло Гончар у футболці #FreeBessarabov на підтримку політв'язнів — кримських бранців Кремля

Михайло Гончар народився на Сумщині, в селі Бистрик Кролевецького району, 17 лютого 1963 року в родині геологів. Вищу освіту отримав у Києві, в 1986 році закінчив Київський інститут інженерів цивільної авіації. Після закінчення інституту проходив службу на офіцерських посадах у Військово-повітряних силах СРСР. З 1990-х років працював на аналітичних посадах в системі Ради національної безпеки і оборони України. Стажувався в Європейській Комісії та НАТО. Працював науковим співробітником в Національному інституті стратегічних досліджень, Національному інституті проблем міжнародної безпеки РНБО України.
В 2000-х роках працював в системі нафтогазового комплексу України, займаючи відповідальні посади. Нагороджений Почесною грамотою НАК «Нафтогаз України». Досліджував питання енергетичної безпеки, міжнародних енергетичних відносин, нафтогазового сектору, нетрадиційних вуглеводнів, реформування енергетичного сектору, глобальних енергетичних ринків. Був експертом української частини міжурядових комісій з економічного співробітництва з Німеччиною, Польщею, Словаччиною, Чехією, Казахстаном, Азербайджаном, Грузією, Туреччиною.
З 2007 року працює в неурядовому секторі — спочатку очолював енергетичні програми і київське представництво «Номос-Енергія» аналітичного центру «Номос», а у 2009 році заснував і очолив аналітичний Think Tank Центр глобалістики «Стратегія ХХІ». Головний редактор часопису «Чорноморська безпека» (з 2017 року). Автор, співавтор та редактор низки книг та публікацій з проблематики енергетики, енергетичної безпеки, міжнародних відносин, виданих як в Україні, так і у Польщі, Словаччині, Німеччині, Великій Британії, Туреччині, Нідерландах, Фінляндії тощо. З 2016 року — член Державного комітету з промислової політики. Має статус асоційованого експерта Центру Разумкова та Центру дослідження Росії.
29 липня 2019 року нагороджений Почесною грамотою Верховної Ради України.
Одружений. Має двох дітей.